# Kidō Senshi Gundam: Vol. 1 - -Side7-
Kidō Senshi Gundam: Vol. 1 - -Side7- (機動戦士ガンダム Vol.1 -SIDE 7-) est un jeu vidéo de stratégie développé et édité par Bandai en février 2001 sur WonderSwan Color. C'est une adaptation en jeu vidéo de la série basée sur l'anime Mobile Suit Gundam. C'est le premier opus d'une série de trois jeux vidéo,.

## Série
1. Kidō Senshi Gundam: Vol. 1 - -Side7-
2. Kidō Senshi Gundam: Vol. 2 - -Jaburo- : 2001, WonderSwan Color
3. Kidō Senshi Gundam: Vol. 3 - -A Baoa Qu- : 2002, WonderSwan Color